# コスモスサーキット
『コスモスサーキット』(COSMOS CIRCUIT)はタイトーから1984年11月にリリースされたアーケードゲーム式レーザーディスクゲーム。レースゲームである。専用のコックピット筐体は前年の『レーザーグランプリ』からの改造である。
イグニッションキー、ステアリング、アクセル&ブレーキペダル、シフトレバー、フットスイッチ（ミサイル発射用）でレースを行い、最低ランクに到達すると次のステージへ進むことが出来る。TIMEが00になる前にゴールしないと映像が停止され、ゲームオーバーとなる。
なおこの筺体はデータイーストのLDゲーム『ロードブラスター』に転用改造されたこともあった。

## サーキット構成
EXACOURSE
最初のステージ。7位まで入ればクリア。
PETRCOURSE
ステージ途中にワープトンネルがあり、右側には電脳破がコース途中に現る。5位まで入ればクリア。
TERACOURSE
ステージ2と同様にワープトンネルがあり、左側に入ると巨大隕石が飛んで来る。これに当たるとクラッシュされてしまう。TOP3まで入ればクリア。
GIGACOURSE
最終ステージ。優勝すればクリアとなり、エンディングである。

## 移植
- MSX

アストロンベルトとバッドランズと同じくMSXに移植されている。